# Wilhelm Claussen (SS-Mitglied)
Wilhelm Edmund Claussen, auch Clausen geschrieben (* 16. Dezember 1915 in Altona; † 6. Dezember 1948 in Krakau) war ein deutscher SS-Oberscharführer und Rapportführer im Konzentrationslager Auschwitz.

## Leben
Ab 1939 war Claussen im KZ Sachsenhausen eingesetzt und danach als SS-Oberscharführer im KZ Mauthausen. Claussen war Mitglied der NSDAP.
Vom 21. November 1940 bis zum 19. Februar 1941 war Claussen nachweislich als politischer Häftling im KZ Buchenwald, die Gründe für die Einweisung ins Konzentrationslager sind jedoch unbekannt. Sein Bruder Egon wurde am 1. April 1941 in ein Konzentrationslager überstellt. Claussen selbst gab nach Kriegsende vor amerikanischen Vernehmern an, dass er u. a. wegen Fahnenflucht nach Buchenwald gekommen ist. Im März 1943 sei sein Bruder im KZ Natzweiler verstorben und er selbst nach seiner Entlassung aus dem Lager zur Lager-SS in das KZ Auschwitz kommandiert worden.
Er wurde Mitarbeiter und schließlich erster Leiter des Aufnahmebüros der Politischen Abteilung im Stammlager des KZ Auschwitz. Laut einer Nachkriegsaussage von Claussens Vorgesetzten, dem Leiter der Politischen Abteilung Maximilian Grabner, war Claussen ein Vertrauter des Lagerkommandanten Rudolf Höß. Claussen soll Höß Informationen über Grabner zukommen haben lassen.
Am 26. Februar 1942 wurde Claussen zur Verwaltung abgestellt, wo er als Sachbearbeiter der Sportgemeinschaft-SS-Auschwitz tätig wurde. Am 27. Mai 1944 wurde er Rapportführer im Stammlager des KZ Auschwitz. Claussen war an der Erschießung von Häftlingen an der Schwarzen Wand, an Selektionen an der Rampe sowie schweren Misshandlungen bei Vernehmungen von Häftlingen in der Politischen Abteilung beteiligt.
Von Ende August bis Anfang September 1944 leitete Claussen ein Bombensuchkommando in Tschechowitz, wo etwa hundert Häftlinge nach einem Bombenangriff der Alliierten am 20. August 1944 zur Räumung der Trümmer, Bergung von Blindgängern und zu Reparaturen eingesetzt waren. Im September 1944 wurde er an die Front abkommandiert, zunächst nach Italien und später nach Ungarn.
Nach Kriegsende befand er sich im Lazarett Försterheim, Gemeinde Sankt Gilgen. Dort gab er sich als ehemaliger KZ-Häftling aus und beklagte sich über die schlechte Behandlung durch die SS und deren Methoden. Durch die amerikanische Militärpolizei wurde er schließlich festgenommen, inhaftiert und vernommen. Er kooperierte mit den Vernehmern und verfasste im Herbst 1945 einen 120 Seiten langen Bericht über Auschwitz. Später wurde er wegen seiner im KZ Auschwitz begangenen Verbrechen als Mitarbeiter der Politischen Abteilung und Rapportführer nach Polen ausgeliefert, wo er noch vor seiner Verurteilung  in der Untersuchungshaft verstarb.